# Schelestowe
Schelestowe (ukrainisch Шелестове; russisch Шелестово Schelestowo) ist ein Dorf im Westen der ukrainischen Oblast Charkiw mit etwa 1500 Einwohnern (2001).

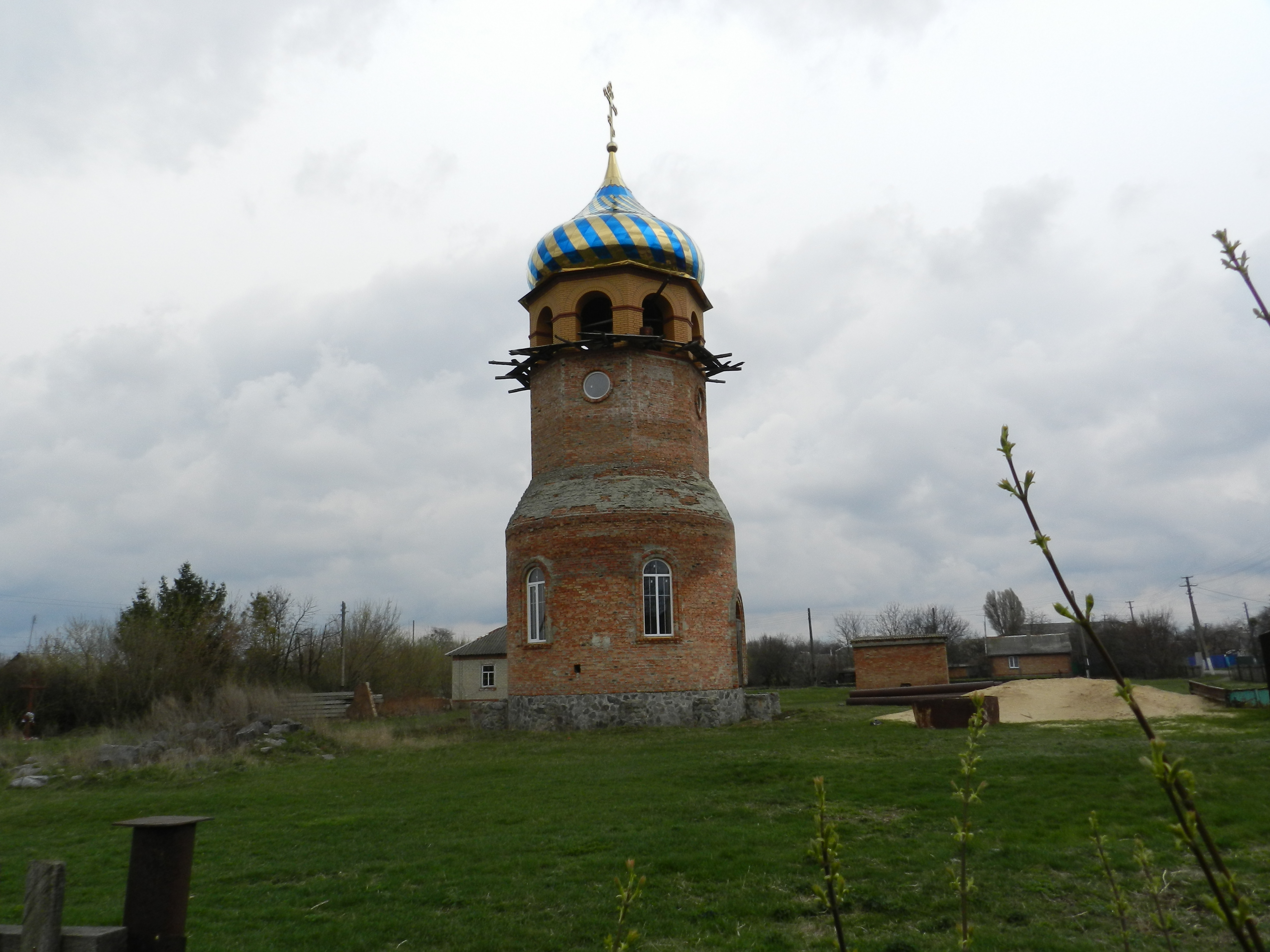
Kirchturm im Ort

Das 1775 gegründete Dorf hat eine Fläche von 2,69 km² und liegt nahe der Grenze zur Oblast Poltawa auf einer Höhe von 173 m am Ufer des Kolomak, einem 102 km langen Nebenfluss der Worskla, etwa 8 km nordwestlich vom ehemaligen Rajonzentrum Kolomak und 85 km westlich vom Oblastzentrum Charkiw.
In Schelestowe befindet sich an der Bahnstrecke Borschtschi–Charkiw die Bahnstation Kolomak. Durch das Dorf verläuft die Territorialstraße T–21–16.
Am 19. Juli 2017 wurde die Siedlung zum Zentrum der neugegründeten Siedlungsgemeinde Kolomak, bis dahin bildete sie zusammen mit den Dörfern Biloussowe (Білоусове), Hryhoriwka (Григорівка), Nahalne (Нагальне), Paschtscheniwka (Пащенівка), Petropawliwka (Петропавлівка), Pidlisne (Підлісне) und Zepotschkyne (Цепочкине) die gleichnamige Landratsgemeinde Schelestowe (Шелестівська сільська рада/Schelestiwska silska rada) im Westen des Rajons Kolomak.
Am 17. Juli 2020 kam es im Zuge einer großen Rajonsreform zum Anschluss des Rajonsgebietes an den Rajon Bohoduchiw.